# Libéralisme politique (John Rawls)
Pour la notion générale, voir Libéralisme politique.
Libéralisme politique est un ouvrage de philosophie politique du philosophe américain John Rawls, publié en 1993 et compilant différentes conférences données à l'université Columbia, en continuité avec son ouvrage principal, Théorie de la justice. Il défend les thèses du libéralisme politique et tente de concilier les principes de la justice avec le fait du pluralisme social.

## Résumé et thèses de l'ouvrage
Rawls s'est consacré à la question de la stabilité possible (ou non) des sociétés. Il développe ainsi l'idée d'un « consensus par recoupement », qu'il abrège en « consensus PR », soit un accord entre les citoyens sur des principes de justice, malgré leurs différentes doctrines compréhensives (religieuses, morales ou philosophiques). Il introduit ainsi le concept de « raison publique », qui concerne les règles utilisables pour les enquêtes publiques, les négociations et les contrats, les débats publics, moraux et politiques, et ses procédures sont celles du sens commun.
La conception politique de la justice que développe Rawls dans Libéralisme politique montre que des individus avec des opinions conflictuelles, mais raisonnables et conciliables, peuvent se mettre d'accord pour s'accorder sur les structures de base de la société. Ainsi, la conception politique de la justice ne serait rien d'autre qu'une conception qui, voulant respecter les libertés individuelles, refuse de privilégier une vision particulière du bien et d’en déduire des principes de justice collectifs. Une société ayant adopté les principes de la Théorie de la justice rawlsienne peut être appelée une « société bien ordonnée ».

## Reprise deThéorie de la justice
John Rawls veut approfondir des points qui sont restés vagues dans la théorie de la justice, et actualiser sa philosophie face aux critiques formulées durant les trente ans qui séparent les deux ouvrages. Il annonce trois questions qui vont être étudiées :
1. L'idée que la théorie de la justice comme équité est une conception indépendante et que le consensus par recoupement appartient à son analyse de stabilité
2. La distinction entre pluralisme simple et raisonnable, ainsi que l'idée de doctrine compréhensive raisonnable
3. Une analyse plus complète du raisonnable et du rationnel qui soit incorporée dans la conception du constructivisme politique[1]

En particulier, Rawls reformule sa Théorie de la justice (1971, trad. fr. 1987). Dans l'ouvrage de 1971 Rawls énonçait ainsi ses deux principes :
1. « Premier principe : chaque personne doit avoir un droit égal au système total le plus étendu de libertés de base égales pour tous, compatible avec un même système pour tous.
2. « Second principe : les inégalités économiques et sociales doivent être telles qu'elles soient : (a) au plus grand bénéfice des plus désavantagés et (b) attachées à des fonctions et des positions ouvertes à tous, conformément au principe de la juste égalité des chances. »[2].

Dans Libéralisme politique Rawls formule différemment :
1. le principe d'égale liberté : « Chaque personne a droit à un système pleinement adéquat de libertés de base égales pour tous, compatible avec un même système de liberté pour tous » ;
2. le deuxième principe : « Les inégalités sociales et économiques doivent satisfaire à deux conditions : elles doivent d’abord être attachées à des fonctions et à des positions ouvertes à tous, dans des conditions de juste égalité des chances (2a), elles doivent procurer le plus grand bénéfice aux membres les plus désavantagés de la société. (2b) »[3].

Les différences principes étant hiérarchisé par ordre lexicographique (ou « ordre lexical »), Rawls subordonne ainsi le principe de différence à l'égalité des chances : « Les deux parties du second principe sont en ordre lexical. Ainsi nous avons un ordre lexical à l’intérieur d’un autre ordre lexical. »